# Segunda División de Gibraltar 2017-18
La Segunda División de Gibraltar 2017-18 fue la edición número 102 de la Segunda División de Gibraltar. El torneo fue organizado por la Asociación de Fútbol de Gibraltar (GFA). La temporada empezó  el 26 de septiembre de 2017 y terminó el 30 de mayo de 2018.
Inicialmente el torneo estaba integrado por nueve clubes; sin embargo, el 2 de febrero de 2018, tras el cierre del Mercado de pases de invierno (de Gibraltar), Angels fue excluido por la GFA ya que el club era incapaz —en aquel entonces— de cumplir con la Regla del Jugador Nacional; por lo tanto no se le permitió seguir participando en la categoría. Todos sus resultados conseguidos fueron anulados y el torneo prosiguió como si Angels nunca hubiera participado en él.

## Formato
Todos los partidos son jugados en el Estadio Victoria, allí los ocho clubes participantes —inicialmente nueve— jugarán entre sí dos rondas bajo el sistema de todos contra todos totalizando catorce partidos cada uno —inicialmente serían dieciséis—, en dieciocho jornadas. Al final de las dieciocho jornadas, el club con la mayor cantidad de puntos se coronará campeón y conseguirá ascender de manera directa a la Primera División de Gibraltar 2018-19; mientras que el subcampeón tendrá que jugar el partido de ascenso y descenso contra el noveno clasificado de la Primera División de Gibraltar 2017-18 para definir cual de los dos jugará en primera división la próxima temporada.
Además, desde la temporada pasada, se introdujo la Regla del Jugador Nacional —Home Ground Player en inglés o HGP por sus iniciales—, la cual establece que cada club ha de contar con por lo menos tres jugadores de nacionalidad gibraltareña en la convocatoria de cada jornada, de los cuales uno ha de permanecer en el campo durante todo el partido; es decir en ningún momento un club podrá jugar con once futbolistas extranjeros, excepto si ya realizó los tres cambios y el único jugador gibraltareño en el campo sufre una lesión que le impida seguir jugando. En esta circunstancia el club afrontará lo que reste del partido con diez jugadores extranjeros.

## Equipos participantes
El torneo, inicialmente, estuvo integrado por nueve clubes: Los ocho últimos de la Segunda División de Gibraltar 2016-17 más un descendido de la Primera División de Gibraltar 2016-17. Sin embargo tras la exclusión de Angels, solo ocho clubes formaron parte del torneo. 

### Ascensos y descensos
Gibraltar Phoenix ascendió la temporada pasada y es reemplazado por Europa Point. Europa Point descendió de manera directa luego de terminar último en la  la Primera División de Gibraltar 2016-17 y de esta manera vuelve a Segunda División luego de su ascenso en la temporada 2015-16.
| Pos. | Ascendidos de Segunda División 2016-17 |
| ---- | -------------------------------------- |
| 1    | Gibraltar Phoenix                      |

| Pos. | Descendidos de Primera División 2016-17 |
| ---- | --------------------------------------- |
| 10   | Europa Point                            |

## Datos de los clubes
| 2016-17 | Club                | Entrenador            | Proveedor | Auspiciador principal        |
| ------- | ------------------- | --------------------- | --------- | ---------------------------- |
| 10 (PD) | Europa Point        | Juan Molina           | Luanvi    | Málaga City Academi          |
| 2       | Bruno's Magpies     | David Wilson          | Nike      | GVC Holdings & Chesterton's. |
| 3       | Boca Juniors        | Juan José Pomares     | Nike      | Ladbrokes Coral.             |
| 4       | Cannons             | Dani Gómez            | Jako      | Ocean Medical Clinic         |
| 5       | Leo                 | Norberto Alonso Simón | Jako      | BMI Group                    |
| 6       | Olympique Gibraltar | Lewis Fraser          | Uhlsport. | Hungry Monkey.               |
| 7       | College 1975        | Nolan Bosio           | Nike      | Cosmopolitan                 |
| 8       | Angels              | Juan José Jiménez     | Kipsta    | Eroski Center                |
| 9       | Hound Dogs          | Chris Gomez           | Jako      | The Calpe Hounds             |

### Cambio de entrenadores
| Club                | Entrenador saliente   | Fecha                   | Posición     | Entrenador entrante    | Fecha                    |
| ------------------- | --------------------- | ----------------------- | ------------ | ---------------------- | ------------------------ |
| Leo                 | Rogelio Ramagge       | 15 de junio de 2017     | Pretemporada | Catanha                | 15 de junio de 2017      |
| Angels              | Lewis Fraser          | 21 de junio de 2017     | Pretemporada | Juan José Jiménez      | 1 de julio de 2017       |
| Olympique Gibraltar | Garry Turner-Bone     | 1 de julio de 2017      | Pretemporada | Lewis Fraser           | 21 de julio de 2017      |
| Cannons             | Christian Olivares    | 1 de julio de 2017      | Pretemporada | Dani Gámez             | 1 de julio de 2017       |
| Europa Point        | Daniel Amaya          | 18 de agosto de 2017    | Pretemporada | Juan Molina            | 18 de agosto de 2017     |
| College 1975        | Juan Molina           | 18 de agosto de 2017    | Pretemporada | Nolan Bosio            | 20 de agosto de 2017     |
| Leo                 | Catanha               | 24 de agosto de 2017    | Pretemporada | Norberto Alonso Simón  | 27 de septiembre de 2017 |
| Leo                 | Norberto Alonso Simón | 21 de diciembre de 2017 | 9            | Norberto Alonso Simón. | 12 de enero de 2018      |

## Tabla de posiciones
Para el cálculo de la tabla de posiciones se asignarán tres puntos por cada victoria, uno por cada empate y cero en caso de derrota. La posición en la tabla dependerá de:
1. Los puntos conseguidos (Pts.).
2. La diferencia de goles (DF).
3. Los goles a favor (GF).

Se indica con (D) al club que descendió de Primera División la temporada anterior, con (C) y (A) al campeón de la liga y ascendido de manera directa, con (P) al definitivamente clasificado al partido de ascenso y descenso y con una (E) al club que fue expulsado.
- Actualizado el 1 de febrero de 2018.

| Pos. | Club                    | PJ | PG | PE | PP | GF | GC | DG  | Pts. | Clasificado a                 |
| ---- | ----------------------- | -- | -- | -- | -- | -- | -- | --- | ---- | ----------------------------- |
| 1    | Boca Gibraltar (C) (A)  | 14 | 10 | 1  | 3  | 37 | 12 | +25 | 31   | Primera División 2018-19      |
| 2    | Olympique Gibraltar (P) | 14 | 9  | 3  | 2  | 40 | 8  | +32 | 30   | Partido de ascenso y descenso |
| 3    | Bruno's Magpies         | 14 | 9  | 3  | 2  | 46 | 18 | +28 | 30   |                               |
| 4    | Europa Point (D)        | 14 | 7  | 3  | 4  | 31 | 18 | +13 | 24   |                               |
| 5    | Leo                     | 14 | 6  | 2  | 6  | 30 | 31 | −1  | 20   |                               |
| 6    | Cannons                 | 14 | 6  | 1  | 7  | 30 | 53 | −23 | 19   |                               |
| 7    | College 1975            | 14 | 2  | 0  | 12 | 14 | 48 | −34 | 6    |                               |
| 8    | Hound Dogs              | 14 | 0  | 1  | 13 | 9  | 49 | −40 | 1    |                               |
| 9    | Angels (E)              | 0  | 0  | 0  | 0  | 0  | 0  | 0   | 0    | Club expulsado.               |

## Evolución de las clasificaciones
En esta sección se muestra la posición ocupada por cada uno de los diez clubes al término de cada jornada. Los colores son los mismos utilizados en la tabla de posiciones.
- Actualizado el 1 de febrero de 2018.

| Jornada             | 1 | 2 | 3 | 4 | 5 | 6 | 7 | 8 | E. | 9 | 10 | 11 | 12 | 13 | 14 | 15 | 16 | 17 | 18 |
| Club                |   |   |   |   |   |   |   |   |    |   |    |    |    |    |    |    |    |    |    |
| ------------------- | - | - | - | - | - | - | - | - | -- | - | -- | -- | -- | -- | -- | -- | -- | -- | -- |
| Boca Gibraltar      | 1 | 1 | 3 | 2 | 1 | 3 | 4 | 3 | 4  | 2 | 1  | 3  | 2  | 1  | 1  | 1  | 1  | 1  | 1  |
| Olympique Gibraltar | 2 | 5 | 5 | 5 | 5 | 5 | 5 | 6 | 5  | 3 | 2  | 1  | 1  | 2  | 2  | 2  | 3  | 3  | 2  |
| Bruno's Magpies     | 4 | 6 | 7 | 6 | 6 | 6 | 6 | 4 | 2  | 4 | 3  | 4  | 4  | 5  | 4  | 4  | 2  | 2  | 3  |
| Europa Point        | 4 | 3 | 4 | 4 | 4 | 2 | 1 | 2 | 1  | 1 | 5  | 5  | 5  | 4  | 3  | 3  | 4  | 4  | 4  |
| Leo.                | 9 | 9 | 9 | 9 | 9 | 9 | 9 | 9 | 8  | 6 | 6  | 6  | 6  | 6  | 6  | 6  | 6  | 6  | 5  |
| Cannons             | 3 | 2 | 1 | 3 | 2 | 4 | 2 | 1 | 3  | 5 | 4  | 2  | 3  | 3  | 5  | 5  | 5  | 5  | 6  |
| College 1975        | 8 | 8 | 6 | 7 | 7 | 7 | 7 | 7 | 6  | 7 | 7  | 7  | 7  | 7  | 7  | 7  | 7  | 7  | 7  |
| Hound Dogs.         | 6 | 7 | 8 | 8 | 8 | 8 | 8 | 8 | 7  | 8 | 8  | 8  | 8  | 8  | 8  | 8  | 8  | 8  | 8  |
| Angels              | 6 | 4 | 2 | 1 | 3 | 1 | 3 | 5 | 9  | 9 | 9  | 9  | 9  | 9  | 9  | 9  | 9  | 9  | 9  |

## Evolución de los puntos
En la siguiente tabla se muestra la cantidad de puntos obtenidos por cada club al término de cada jornada. El color verde representa una victoria, el color amarillo un empate y el rojo una derrota. Así, si un club gana su primer partido, este aparecerá en un cuadro de color verde con un 3 en su interior. Si posteriormente consigue un empate, entonces el siguiente recuadro será de color amarillo con un 4 en su interior. De igual manera si el club perdiese su tercer partido, este aparecerá en un recuadro rojo con un 4 en su interior.  Así también si en la siguiente jornada el club descansara, aparecerá un recuadro gris con un cuatro en su interior es decir sin sumar puntos con respecto a la jornada anterior.
- Actualizado el 1 de febrero de 2018.

| Jornada             | 1 | 2 | 3 | 4 | 5  | 6  | 7  | 8  | E. | 9  | 10 | 11 | 12 | 13 | 14 | 15 | 16 | 17 | 18 |
| Club                |   |   |   |   |    |    |    |    |    |    |    |    |    |    |    |    |    |    |    |
| ------------------- | - | - | - | - | -- | -- | -- | -- | -- | -- | -- | -- | -- | -- | -- | -- | -- | -- | -- |
| Boca Gibraltar      | 3 | 6 | 6 | 9 | 12 | 12 | 12 | 15 | 12 | 15 | 18 | 18 | 21 | 24 | 27 | 27 | 30 | 30 | 31 |
| Olympique Gibraltar | 3 | 3 | 4 | 4 | 7  | 10 | 10 | 11 | 11 | 14 | 17 | 20 | 23 | 23 | 23 | 24 | 24 | 27 | 30 |
| Bruno's Magpies     | 1 | 1 | 1 | 4 | 4  | 7  | 10 | 13 | 13 | 13 | 16 | 16 | 16 | 17 | 20 | 20 | 26 | 29 | 30 |
| Europa Point        | 1 | 4 | 5 | 8 | 9  | 12 | 15 | 15 | 15 | 15 | 15 | 15 | 15 | 18 | 21 | 21 | 24 | 24 | 24 |
| Leo.                | 0 | 0 | 0 | 0 | 0  | 0  | 0  | 0  | 0  | 3  | 3  | 6  | 6  | 10 | 10 | 11 | 14 | 17 | 20 |
| Cannons             | 3 | 6 | 9 | 9 | 12 | 12 | 15 | 16 | 13 | 13 | 16 | 19 | 19 | 19 | 19 | 19 | 19 | 19 | 19 |
| College 1975        | 0 | 0 | 3 | 3 | 3  | 3  | 6  | 6  | 3  | 3  | 3  | 3  | 6  | 6  | 6  | 6  | 6  | 6  | 6  |
| Hound Dogs.         | 0 | 0 | 0 | 0 | 1  | 1  | 1  | 1  | 1  | 1  | 1  | 1  | 1  | 1  | 1  | 1  | 1  | 1  | 1  |
| Angels              | 0 | 3 | 6 | 9 | 9  | 12 | 12 | 12 | 0  | 0  | 0  | 0  | 0  | 0  | 0  | 0  | 0  | 0  | 0  |

## Resultados
En las siguientes tablas se muestran los resultados a gran escala entre los participantes. Un recuadro de color rojo simboliza la victoria del club ubicado en la parte superior, uno verde, la victoria del club ubicado en la parte izquierda y uno amarillo, un empate.
- Actualizado el 1 de febrero de 2018.

|                     | ANG | BOC | BRU | CAN | COL | EPO | HOU | LEO | OLY  |
| ------------------- | --- | --- | --- | --- | --- | --- | --- | --- | ---- |
| Angels              |     | 0–1 | 3–0 |     |     |     | 5–0 |     | 1–0  |
| Boca Gibraltar      |     |     | 2–1 | 3–2 | 3–0 | 0–1 | 1–0 | 6–0 | 2–1  |
| Bruno's Magpies     |     | 1–1 |     | 3–2 | 8–1 | 2–2 | 5–0 | 3–1 | 2–1  |
| Cannons             | 1–0 | 3–2 | 3–8 |     | 4–2 | 2–3 | 1–0 | 3–1 | 0–16 |
| College 1975        | 1–0 | 0–1 | 0–5 | 2–3 |     | 1–4 | 3–2 | 0–3 | 1–3  |
| Europa Point        |     | 0–4 | 0–2 | 3–1 | 4–0 |     | 8–0 | 2–0 | 0–1  |
| Hound Dogs.         |     | 1–8 | 1–4 | 2–6 | 2–3 | 0–0 |     | 1–4 | 0–1  |
| Leo.                | 0–2 | 0–4 | 2–2 | 8–0 | 3–1 | 3–2 | 4–0 |     | 0–6  |
| Olympique Gibraltar |     | 2–0 | 2–0 | 0–0 | 3–0 | 2–2 | 1–0 | 1–1 |      |

## Partidos

### Primera vuelta
| Fecha 1             | Fecha 1   | Fecha 1        | Fecha 1                  |
| Local               | Resultado | Visitante      | Fecha                    |
| ------------------- | --------- | -------------- | ------------------------ |
| Bruno's Magpies     | 2 − 2     | Europa Point   | 26 de septiembre de 2017 |
| Cannons             | 1 − 0     | Hound Dogs     | 28 de septiembre de 2017 |
| Leo                 | 0 − 4     | Boca Gibraltar | 28 de septiembre de 2017 |
| Olympique Gibraltar | 3 − 0     | College 1975   | 1 de octubre de 2017.    |
| Equipo libre        | Angels    | Angels         | Angels                   |

| Fecha 2        | Fecha 2    | Fecha 2             | Fecha 2               |
| Local          | Resultado  | Visitante           | Fecha                 |
| -------------- | ---------- | ------------------- | --------------------- |
| Europa Point   | 2 − 0      | Leo                 | 6 de octubre de 2017  |
| Angels         | 3 − 0      | Bruno's Magpies     | 7 de octubre de 2017  |
| College 1975   | 2 − 3      | Cannons             | 8 de octubre de 2017  |
| Boca Gibraltar | 2 − 1      | Olympique Gibraltar | 9 de octubre de 2017. |
| Equipo libre   | Hound Dogs | Hound Dogs          | Hound Dogs            |

| Fecha 3             | Fecha 3         | Fecha 3         | Fecha 3                |
| Local               | Resultado       | Visitante       | Fecha                  |
| ------------------- | --------------- | --------------- | ---------------------- |
| Leo                 | 0 − 2           | Angels          | 12 de octubre de 2017  |
| Hound Dogs          | 2 − 3           | College 1975    | 16 de octubre de 2017  |
| Cannons             | 3 − 2           | Boca Gibraltar  | 16 de octubre de 2017  |
| Olympique Gibraltar | 2 − 2           | Europa Point    | 17 de octubre de 2017. |
| Equipo libre        | Bruno's Magpies | Bruno's Magpies | Bruno's Magpies        |

| Fecha 4         | Fecha 4      | Fecha 4             | Fecha 4                |
| Local           | Resultado    | Visitante           | Fecha                  |
| --------------- | ------------ | ------------------- | ---------------------- |
| Bruno's Magpies | 3 − 1        | Leo                 | 19 de octubre de 2017  |
| Europa Point    | 3 − 1        | Cannons             | 22 de octubre de 2017  |
| Angels          | 1 − 0        | Olympique Gibraltar | 23 de octubre de 2017. |
| Boca Gibraltar  | 1 − 0        | Hound Dogs          | 25 de octubre de 2017  |
| Equipo libre    | College 1975 | College 1975        | College 1975           |

| Fecha 5             | Fecha 5   | Fecha 5         | Fecha 5                |
| Local               | Resultado | Visitante       | Fecha                  |
| ------------------- | --------- | --------------- | ---------------------- |
| Olympique Gibraltar | 2 − 0     | Bruno's Magpies | 29 de octubre de 2017. |
| Cannons             | 1 − 0     | Angels          | 29 de octubre de 2017. |
| Hound Dogs          | 0 − 0     | Europa Point    | 1 de noviembre de 2017 |
| College 1975        | 0 − 1     | Boca Gibraltar  | 2 de noviembre de 2017 |
| Equipo libre        | Leo       | Leo             | Leo                    |

| Fecha 6         | Fecha 6        | Fecha 6             | Fecha 6                 |
| Local           | Resultado      | Visitante           | Fecha                   |
| --------------- | -------------- | ------------------- | ----------------------- |
| Leo             | 0 − 6          | Olympique Gibraltar | 5 de noviembre de 2017. |
| Bruno's Magpies | 3 − 2          | Cannons             | 5 de noviembre de 2017. |
| Europa Point    | 4 − 0          | College 1975        | 9 de noviembre de 2017  |
| Angels          | 5 − 0          | Hound Dogs          | 12 de noviembre de 2017 |
| Equipo libre    | Boca Gibraltar | Boca Gibraltar      | Boca Gibraltar          |

| Fecha 7        | Fecha 7             | Fecha 7             | Fecha 7                 |
| Local          | Resultado           | Visitante           | Fecha                   |
| -------------- | ------------------- | ------------------- | ----------------------- |
| Cannons        | 3 − 1               | Leo                 | 12 de noviembre de 2017 |
| Boca Gibraltar | 0 − 1               | Europa Point        | 16 de noviembre de 2017 |
| College 1975   | 1 − 0               | Angels              | 19 de noviembre de 2017 |
| Hound Dogs     | 1 − 4               | Bruno's Magpies     | 19 de noviembre de 2017 |
| Equipo libre   | Olympique Gibraltar | Olympique Gibraltar | Olympique Gibraltar     |

| Fecha 8             | Fecha 8      | Fecha 8        | Fecha 8                  |
| Local               | Resultado    | Visitante      | Fecha                    |
| ------------------- | ------------ | -------------- | ------------------------ |
| Olympique Gibraltar | 0 − 0        | Cannons        | 22 de noviembre de 2017. |
| Bruno's Magpies     | 8 − 1        | College 1975   | 2 de noviembre de 2017   |
| Angels              | 0 − 1        | Boca Gibraltar | 2 de noviembre de 2017   |
| Leo                 | 4 − 0        | Hound Dogs     | 14 de marzo de 2018.     |
| Equipo libre        | Europa Point | Europa Point   | Europa Point             |

| Fecha 9        | Fecha 9   | Fecha 9             | Fecha 9                |
| Local          | Resultado | Visitante           | Fecha                  |
| -------------- | --------- | ------------------- | ---------------------- |
| Hound Dogs     | 0 − 1     | Olympique Gibraltar | 1 de noviembre de 2017 |
| Boca Gibraltar | 2 − 1     | Bruno's Magpies     | 4 de febrero de 2018   |
| College 1975   | 0 − 3     | Leo                 | 9 de febrero de 2018   |
| Angels         | Cancelado | Europa Point        | 11 de febrero de 2018  |
| Equipo libre   | Cannons   | Cannons             | Cannons                |

### Segunda vuelta
| Fecha 10       | Fecha 10  | Fecha 10            | Fecha 10              |
| Local          | Resultado | Visitante           | Fecha                 |
| -------------- | --------- | ------------------- | --------------------- |
| Europa Point   | 0 − 2     | Bruno's Magpies     | 15 de febrero de 2018 |
| Boca Gibraltar | 6 − 0     | Leo                 | 18 de febrero de 2018 |
| Hound Dogs     | 2 − 6     | Cannons             | 18 de febrero de 2018 |
| College 1975   | 1 − 3     | Olympique Gibraltar | 19 de febrero de 2018 |
| Equipo libre   | Angels    | Angels              | Angels                |

| Fecha 11            | Fecha 11   | Fecha 11       | Fecha 11              |
| Local               | Resultado  | Visitante      | Fecha                 |
| ------------------- | ---------- | -------------- | --------------------- |
| Cannons             | 4 − 2      | College 1975   | 25 de febrero de 2018 |
| Olympique Gibraltar | 2 − 0      | Boca Gibraltar | 25 de febrero de 2018 |
| Leo                 | 3 − 2      | Europa Point   | 4 de marzo de 2018    |
| Bruno's Magpies     | Cancelado  | Angels         | 4 de marzo de 2018    |
| Equipo libre        | Hound Dogs | Hound Dogs     | Hound Dogs            |

| Fecha 12       | Fecha 12        | Fecha 12            | Fecha 12            |
| Local          | Resultado       | Visitante           | Fecha               |
| -------------- | --------------- | ------------------- | ------------------- |
| College 1975   | 3 − 2           | Hound Dogs          | 5 de marzo de 2018  |
| Angels         | Cancelado       | Leo                 | 14 de marzo de 2018 |
| Europa Point   | 0 − 1           | Olympique Gibraltar | 15 de marzo de 2018 |
| Boca Gibraltar | 3 − 2           | Cannons             | 18 de marzo de 2018 |
| Equipo libre   | Bruno's Magpies | Bruno's Magpies     | Bruno's Magpies     |

| Fecha 13            | Fecha 13     | Fecha 13        | Fecha 13            |
| Local               | Resultado    | Visitante       | Fecha               |
| ------------------- | ------------ | --------------- | ------------------- |
| Leo                 | 2 − 2        | Bruno's Magpies | 28 de marzo de 2018 |
| Olympique Gibraltar | Cancelado    | Angels          | 28 de marzo de 2018 |
| Hound Dogs          | 1 − 8        | Boca Gibraltar  | 3 de abril de 2018  |
| Cannons             | 2 − 3        | Europa Point    | 3 de abril de 2018  |
| Equipo libre        | College 1975 | College 1975    | College 1975        |

| Fecha 14        | Fecha 14  | Fecha 14            | Fecha 14            |
| Local           | Resultado | Visitante           | Fecha               |
| --------------- | --------- | ------------------- | ------------------- |
| Angels          | Cancelado | Cannons             | 9 de abril de 2018  |
| Boca Gibraltar  | 3 − 0     | College 1975        | 10 de abril de 2018 |
| Bruno's Magpies | 2 − 1     | Olympique Gibraltar | 12 de abril de 2018 |
| Europa Point    | 8 − 0     | Hound Dogs          | 16 de abril de 2018 |
| Equipo libre    | Leo       | Leo                 | Leo                 |

| Fecha 15            | Fecha 15       | Fecha 15        | Fecha 15            |
| Local               | Resultado      | Visitante       | Fecha               |
| ------------------- | -------------- | --------------- | ------------------- |
| Olympique Gibraltar | 1 − 1          | Leo             | 21 de abril de 2018 |
| College 1975        | 1 − 4          | Europa Point    | 22 de abril de 2018 |
| Cannons             | 3 − 8          | Bruno's Magpies | 22 de abril de 2018 |
| Hound Dogs          | Cancelado      | Angels          | 22 de abril de 2018 |
| Equipo libre        | Boca Gibraltar | Boca Gibraltar  | Boca Gibraltar      |

| Fecha 16        | Fecha 16            | Fecha 16            | Fecha 16            |
| Local           | Resultado           | Visitante           | Fecha               |
| --------------- | ------------------- | ------------------- | ------------------- |
| Leo             | 8 − 0               | Cannons             | 29 de abril de 2018 |
| Europa Point    | 0 − 4               | Boca Gibraltar      | 2 de mayo de 2018   |
| Angels          | Cancelado           | College 1975        | 6 de mayo de 2018   |
| Bruno's Magpies | 5 − 0               | Hound Dogs          | 6 de mayo de 2018   |
| Equipo libre    | Olympique Gibraltar | Olympique Gibraltar | Olympique Gibraltar |

| Fecha 17       | Fecha 17     | Fecha 17            | Fecha 17           |
| Local          | Resultado    | Visitante           | Fecha              |
| -------------- | ------------ | ------------------- | ------------------ |
| Cannons        | 0 − 16       | Olympique Gibraltar | 8 de mayo de 2018  |
| Hound Dogs     | 1 − 4        | Leo                 | 13 de mayo de 2018 |
| College 1975   | 0 − 5        | Bruno's Magpies     | 13 de mayo de 2018 |
| Boca Gibraltar | Cancelado    | Angels              | 16 de mayo de 2018 |
| Equipo libre   | Europa Point | Europa Point        | Europa Point       |

| Fecha 18            | Fecha 18  | Fecha 18       | Fecha 18           |
| Local               | Resultado | Visitante      | Fecha              |
| ------------------- | --------- | -------------- | ------------------ |
| Olympique Gibraltar | 1 − 0     | Hound Dogs     | 21 de mayo de 2018 |
| Leo                 | 3 − 1     | College 1975   | 22 de mayo de 2018 |
| Bruno's Magpies     | 1 − 1     | Boca Gibraltar | 30 de mayo de 2018 |
| Europa Point        | Cancelado | Angels         | -                  |
| Equipo libre        | Cannons   | Cannons        | Cannons            |

## Goleadores
A continuación se muestra una lista con los máximos anotadores durante el torneo, de acuerdo a la página web oficial (gibraltarfa.com).
- Actualizado el 22 de mayo de 2018.

| Pos. | Jugador               | Club              | Goles |
| ---- | --------------------- | ----------------- | ----- |
| 1    | José Alberto Valdivia | Boca Gibraltar    | 18    |
| 2    | Robert Montovio       | Olympic Gibraltar | 14    |
| 2    | Max Bothen            | Olympic Gibraltar | 14    |
| 3    | Conor Gaul            | Brunos Magpies    | 9     |
| 3    | Orlando João          | Leo               | 9     |

## Partido de ascenso y descenso
Fue jugado al final de la temporada entre el subcampeón y el noveno clasificado de la Primera División 2017-18.  El ganador del partido fue Lynx, que de esa manera se garantizó seguir en Primera División y jugará en la Primera División de Gibraltar 2018-19 mientras que Olympique 2013 permaneció en Segunda División y jugará en la Segunda División de Gibraltar 2018-19.
| 8 de junio de 2018, 20:00 HCE (UTC +2) | Lynx                    | 2 − 0 | Olympique 2013 | Estadio Victoria, Gibraltar |
|                                        | Raúl Fernández (56 min) | 1 − 0 |                | Árbitro: Patrick Canepa.    |
|                                        | Raúl Fernández (84 min) | 2 − 0 |                |                             |

|                               |                               |
| Ganador                       | Perdedor                      |
| Permanece en Primera División | Permanece en Segunda División |